# Septième Ciel (film, 1987)
Pour les articles homonymes, voir Septième ciel.
Pour plus de détails, voir Fiche technique et Distribution.
Septième Ciel est un film français réalisé par Jean-Louis Daniel et sorti en 1987.

## Fiche technique
- Titre : Septième Ciel
- Réalisation : Jean-Louis Daniel
- Scénario : Philippe Alexandre, Jean-Louis Daniel et Thierry Lassalle
- Photographie : Gérald Thiaville
- Décors : François Civet et Amer Ghandour
- Costumes : François Civet et Amer Ghandour
- Son : Henri Boizard
- Musique : Michel Goguelat
- Chansons : Les Désaxés
- Montage : Isabelle Rathery
- Production : Zora Productions
- Distribution : Les Films de l'Atalante
- Pays d'origine :  France
- Durée : 79 minutes
- Date de sortie : France - 30 décembre 1987

## Distribution
- Fiona Gélin : Vicky
- Frédéric Beaulieu : Jimmy
- Cerise Leclerc : Zoé
- Jean-Pierre Kalfon : Eddie
- Sylvie Joly : Régine Castel
- Philippe Khorsand : Croque-monsieur
- Danielle Gain : Natacha
- Childéric
- Isabelle Mergault
- Philippe Servain
- Gérard Maro
- Richard Le Roy